# Pseudatrichia convexa
Pseudatrichia convexa är en tvåvingeart som beskrevs av Kelsey 1969. Pseudatrichia convexa ingår i släktet Pseudatrichia och familjen fönsterflugor.
Artens utbredningsområde är Colorado. Inga underarter finns listade i Catalogue of Life.